# Paso de Umbrail

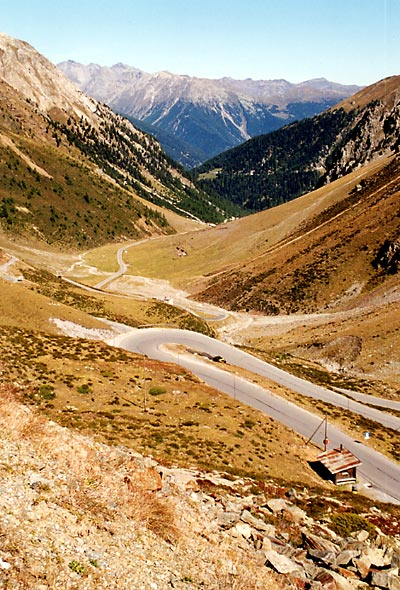

Paso de Umbrail es un paso de alta montaña en la frontera suizo-italiana que enlaza Santa Maria Val Müstair con Bormio en el valle del Adda. En el lado italiano, se conecta a la carretera del Paso del Stelvio. Actualmente, es el camino pavimentado más alto (2.503 m s. n. m.) de Suiza.